# كيم ميونغ صن
كيم ميونغ صن (بالإنجليزية: Kim Myeong-sun)‏ (وباللغة الكورية: 김명순 ؛ من مواليد 20 يناير عام 1896 في بيونغيانغ - والمُتوفاة في 22 يونيو 1951) هي روائية وشاعرة كورية في أوائل القرن العشرين.

## حياتها
وُلدت كيم ميونغ سون، التي كتب تحت الأسماء المستعارة تانسيل Tansil ومانجيانجشو Mangyangcho؛ في بيونغيانغ في عام 1896. التحقت كيم بمدرسة شينميونج للبنات في سول في عام 1908 حيث كانت طالبة جيدة، لكنها تعرضت للوهن حول خلفيتها وسوء معاملتها من عائلة زوج أمها (كانت والدة كيم من قبيلة غساينغ). انسحبت كيم من المدرسة في عام 1911 وغادرت في عام 1913 إلى طوكيو للدراسة في مدرسة كوجيماتشي للبنات. لم تكمل كيم دراستها هناك، ولكنها عادت إلى كوريا للحصول على شهادتها في مدرسة البنات في سونجميون. انضمت كيم في عام 1919 إلى مجموعة الإبداع Creation، وهي أول دورة أدبية في كوريا والتي نظمها كيم دونج إن والطلاب الكوريون الآخرون في طوكيو. عملت كيم ذات مرة مراسلة لصحيفة مائل شينمون. بدأت كيم نشر قصائدها عام 1921، ثم عملت في السينما من عام 1927 إلى عام 1930. عانت كيم من مشاكل مالية واستسلمت لمرض عقلي في وقت متأخر من حياته. تزعم بعض المصادر أن مرضها العقلي كان بسبب علاقة حب.

## حياتها المهنية
ظهرت كيم لأول مرة في عام 1917، في مجلة تم تحريرها من قبل تشوي نام سيون تسمى شباب جيونغشين، مع رواية بعنوان "فتاة شابة". اشتهرت كيم بصورها النفسية العميقة، مع روايتها تشيليمينجو عام 1921، والتي نُشرت في مجلة التنوير (En). واصلت كيم نشرها في وقت متأخر حتى عام 1925. يحاول العلماء الآن التنقيب عن أعمالها المفقودة من أجل تقييم أفضل لمكانتها بين الكتاب الكوريات الحديثات. "

## أعمالهاالمُترجمة
فتاة الغموض، عقول مُفكرة.

## أعمالها بالكورية
- فتاة مشكوك فيها (Uimun-ui sonyeo 1917)
- تركيا (تشيلميونجو 1921)

- عندما ننظر إلى الوراء (Dolabol ttae 1924)
- قمة الجنة (Changgung 1925)
- النزيل (Sonnim 1926)
- أنا أُحب (Na-neun saranghanda 1926)
- مثل غريب (Moreu-neun saramgati 1929)